# Gaidropsarus insularum
Gaidropsarus insularum is een straalvinnige vissensoort uit de familie van de kwabalen (Lotidae). De wetenschappelijke naam van de soort is voor het eerst geldig gepubliceerd in 1945 door Sivertsen.